# Ievgueni Tsyganov
Ievgueni Tsyganov (russe : Евге́ний Цыгано́в), née le 15 mars 1979 à Moscou, est un acteur, scénariste et réalisateur soviétique puis russe.

## Biographie
Il naît à Moscou dans une famille d'employés de l'institut de recherche moscovite « Titan ». Sa grand-mère paternelle Sofia Devisheva est une cousine de Sergueï Obraztsov, qu'Evgueni a interprété en 2021 dans la pièce biographique d'Iekaterina Obraztsova (ru) Je suis Sergueï Obraztsov.

## Filmographie

### Réalisateur
- 2021 : Rebelle (Мятежный) (court métrage)
- 2024 : Marbre (Мрамор)

### Scénariste
- 2021 : Rebelle (Мятежный) d'Ievgueni Tsyganov (court métrage)

### Acteur
- 2001 : Le Collectionneur (ru) (Коллекционер) de Iouri Grymov
- 2002 : Faisons l'amour (ru) (Займёмся любовью) de Denis Evstigneïev
- 2003 : La Promenade (Прогулка) d'Alekseï Outchitel
- 2005 : Le Cosmos comme pressentiment (Космос как предчувствие) d'Alekseï Outchitel
- 2005 : Chance (Фарт) de Roman Khrouchtch
- 2006 : Piter FM (Питер FM) de Oxana Bytchkova
- 2006 : Ellipses (Многоточие) de Andreï Andreïevitch Echpaï
- 2007 : La Sirène (Русалка) d'Anna Melikian
- 2007 : Rachmaninov (Ветка сирени) de Pavel Lounguine
- 2007 : La Perle rouge de l'amour (Красный жемчуг любви) de Andres Puustumaa
- 2008 : L'Evénement (Событие) de Andreï Andreïevitch Echpaï
- 2008 : Plus un (Плюс Один) de Oksana Bichkova
- 2009 : La Nuit du combattant (Ночь бойца) de Douchan Gligorov
- 2009 : Newsmakers (Горячие новости) de Anders Banke
- 2009 : Il n'y eut jamais mieux que mon frère (И не было лучше брата) de Mourad Ibraguimbekov
- 2010 : Des personnes inadéquates (Неадекватные люди) de Roman Karimov
- 2011 : Les Lumières du bordel (Огни притона) d'Alexandre Gordon
- 2012 : Icône de la saison (Икона сезона) de Sergueï Chvydkoï et Fuad Ibraguimbekov
- 2012 : Famille (Семья) de Aksinia Gog
- 2012 : Alaverdi (Алаверди) de Maria Saakian
- 2013 : Le Dégel (Оттепель) de Valeri Todorovski
- 2014 : Dans les ténèbres (1er épisode) (Впотьмах (1 сезон)) d'Andreï Andreïevitch Echpaï
- 2014 : Le Territoire (Территория) d'Alexandre Melnik
- 2015 : Résistance (Битва за Севастополь) de Sergueï Mokritski
- 2015 : De l'amour (Про любовь) d'Anna Melikian
- 2015 : Paradis terrestre (ru) (Райские кущи) d'Alexandre Prochkine
- 2015 : Le Pays d'Oz (ru) (Страна Оз) de Vassili Sigarev
- 2015 : 8 (8) d'Anna Melikian
- 2016 : Les Meneurs de chiens (Каюры) de Maxime Arbougaïev et Kim Belov (court métrage documentaire)
- 2017 : Blockbuster (ru) (Блокбастер) de Roman Volobouïev
- 2018 : Une mort russe (Русская смерть) de Vladimir Mirzoïev
- 2018 : Le Gardien des mondes (Черновик) de Sergueï Mokritski
- 2018 : L'Homme qui a surpris tout le monde (Человек, который удивил всех) de Natalia Merkoulova et Alexeï Tchoupov
- 2018 : L'Ange a une angine (У ангела ангина) de Oxana Karas
- 2018 : Le Guide (Проводник) d'Ilia Maximov
- 2018 : La Tendresse (Нежность) d'Anna Melikian
- 2019 : Evil Boy (Тварь) d'Olga Gorodetskaïa
- 2019 : Odessa (Одесса) de Valeri Todorovski
- 2019 : La Fin de la saison (Конец сезона) de Konstantin Khoudiakov
- 2019 : La Neuvième (ru) (Девятая) de Nikolaï Khomeriki
- 2020 : OVNI (UFO) de Guennadi Vyrypaïev et Ivan Vyrypaïev
- 2020 : Tsoï (Цой) de Alekseï Outchitel
- 2020 : Des personnes inadéquates 2 (ru) (Неадекватные люди 2) de Roman Karimov
- 2020 : Comment Nadia est allée chercher de la vodka (ru) (Как Надя пошла за водкой) de Vladimir Mirzoïev
- 2021 : Médée (Медея) d'Alexandr Zeldovitch
- 2021 : Hors de soi (ru) (Вне себя) de Alexandre Doulerain, Klim Kozinski
- 2022 : Blonde (Блондинка) de Pavel Mirzoïev
- 2022 : Les Contes d'Hoffmann (Сказки Гофмана) de Tina Barkalaïa
- 2023 : Nina (Нина) d'Oksana Bichkova
- 2023 : 1993 (1993) d'Alexandre Veledinski
- 2023 : Le Maître et Marguerite (Мастер и Маргарита) de Michael Lockshin
- 2024 : Marbre (Мрамор) de Ievgueni Tsyganov
- 2024 : Une minute de silence (Минута тишины) de Ilia Chekhovtsov (série télévisée)
- 2024 : Premier numéro (ru) (Первый номер) de Klim Kozinski
- 2025 : Le Père 2 : Le Grand-père (Батя 2. Дед) de Ilia Outchitel
- 2025 : Le Bonheur familial (Семейное счастье) de Stassia Tolstaïa